# Église Saint-Martial d'Estivaux
Pour les articles homonymes, voir Église Saint-Martial.
L'église Saint-Martial est une église catholique située à Estivaux, dans le département français de la Corrèze, en région Nouvelle-Aquitaine.

## Généralités
L'église Saint-Martial est située dans l'ouest du département français de la Corrèze, au cœur du bourg d'Estivaux.
Elle a été placée sous le patronage de saint Martial, évangélisateur du Limousin et premier évêque de Limoges.

## Histoire
Le bourg d'Estivaux est établi sur l'ancienne route reliant Allassac à Vigeois.
Les parties les plus anciennes de l'église, son portail et son chevet, datent du XIIe siècle, alors que les deux chapelles latérales sont plus récentes (XVe siècle).
Jusqu'en 1817, le cimetière était attenant à la chapelle nord et une porte les mettait en communication. À cette date, le cimetière a été déplacé au nord-ouest, en dehors du bourg, permettant d'abaisser le niveau de la place.

## Architecture
L'édifice est orienté est-ouest, comme nombre d'églises catholiques.
À l'ouest, quelques marches permettent d'accéder au portail roman, surmonté d'une baie en plein-cintre et d'un clocher-mur avec trois baies campanaires pourvues chacune d'une cloche.
À l'intérieur, la courte nef est accostée par deux chapelles latérales, au nord et au sud, juste avant le chœur, de forme polygonale. Deux chapiteaux romans ornés d'animaux et de personnages marquent le passage de la nef au chœur.
Le chevet est orné de modillons romans représentant des acrobates et des masques humains.

## Mobilier
Parmi les objets que recèle l'église figure un buste-reliquaire, du XVIIe siècle en bois, représentant saint Loup, inscrit au titre des monuments historiques le 23 août 2005.
Une cloche datant de 1474 est classée le 12 novembre 1908 au titre des monuments historiques.

## Galerie de photos

l'église d'Estivaux
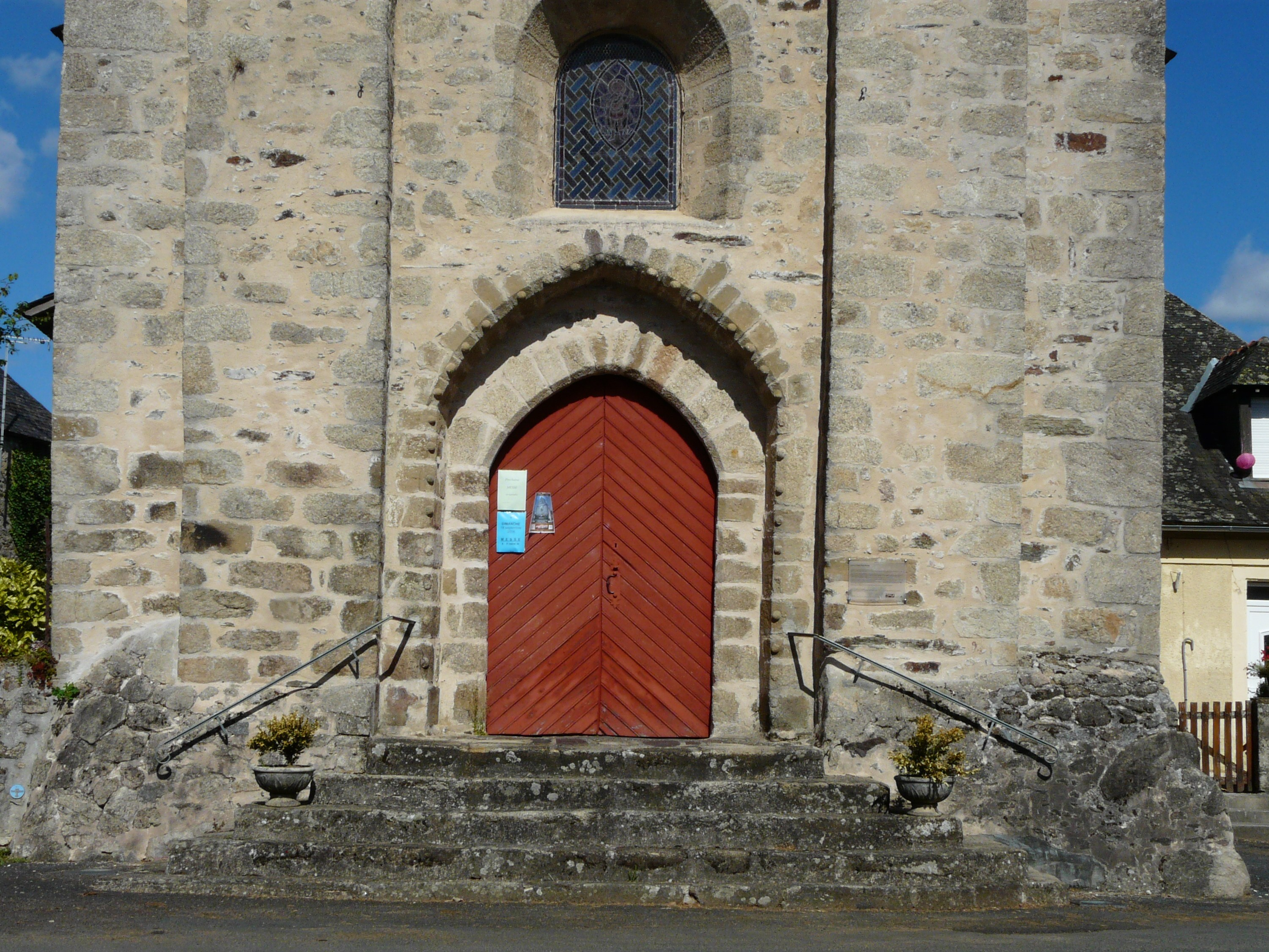
Le portail.
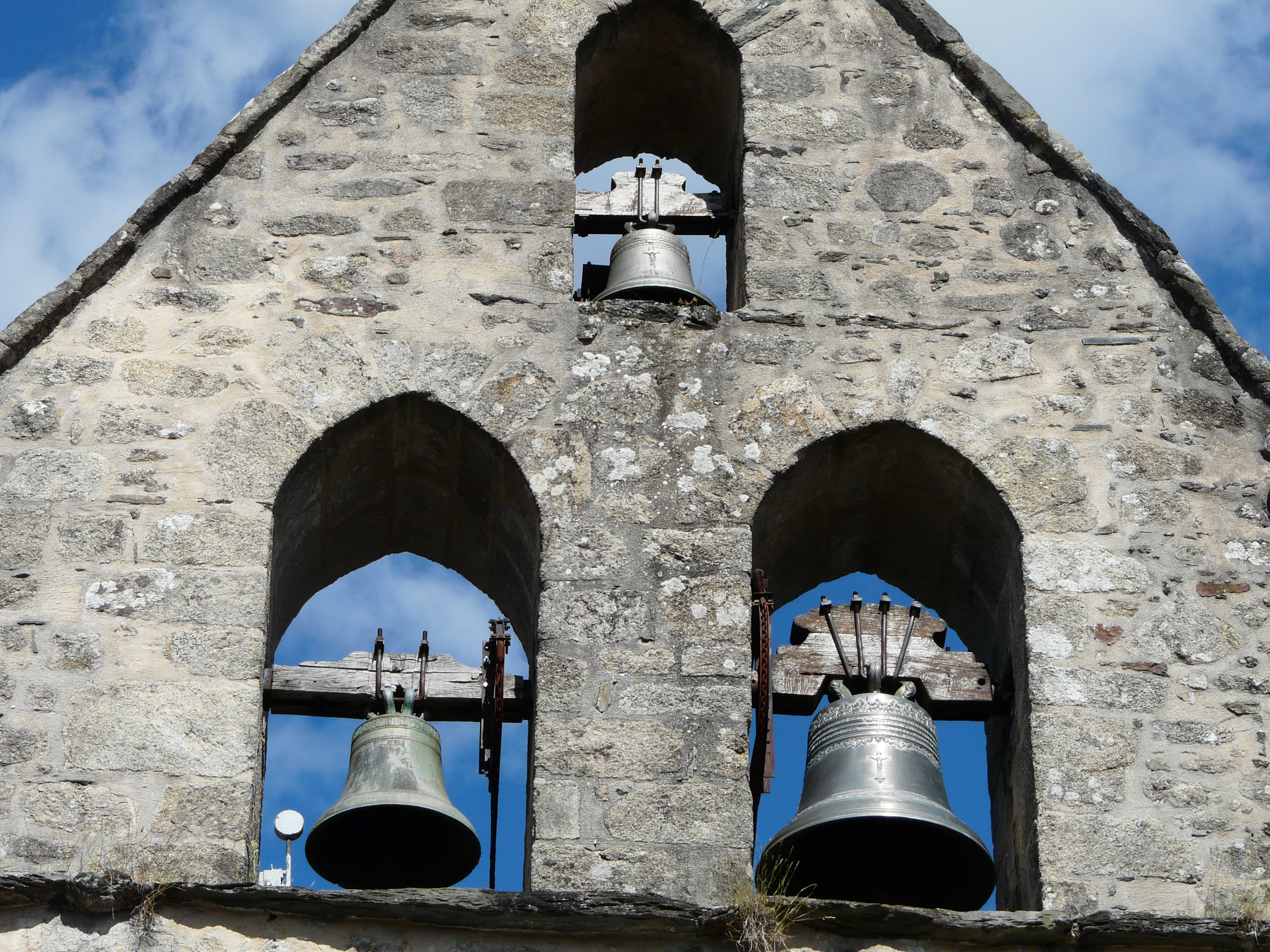
Les cloches.
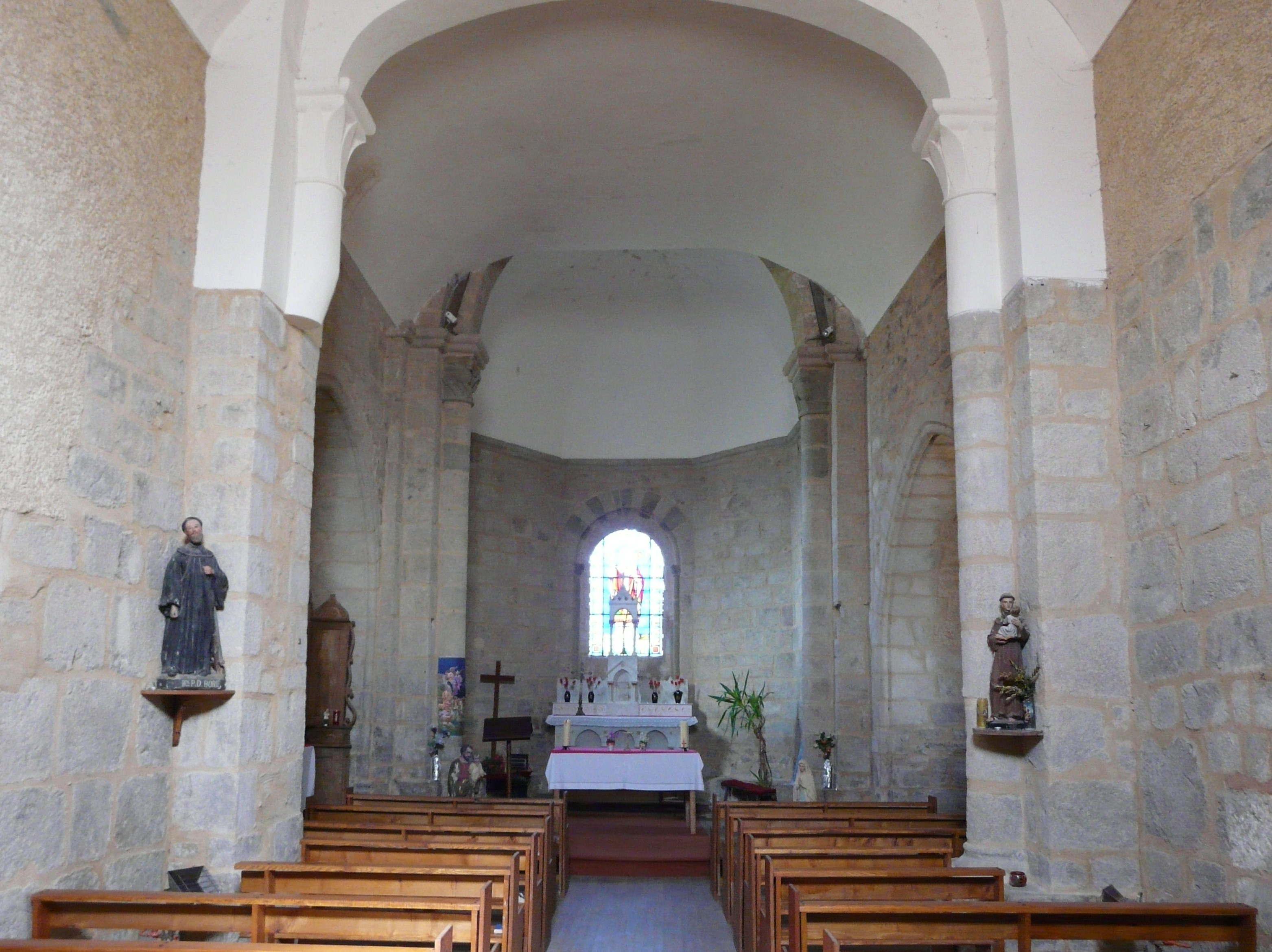
La nef.
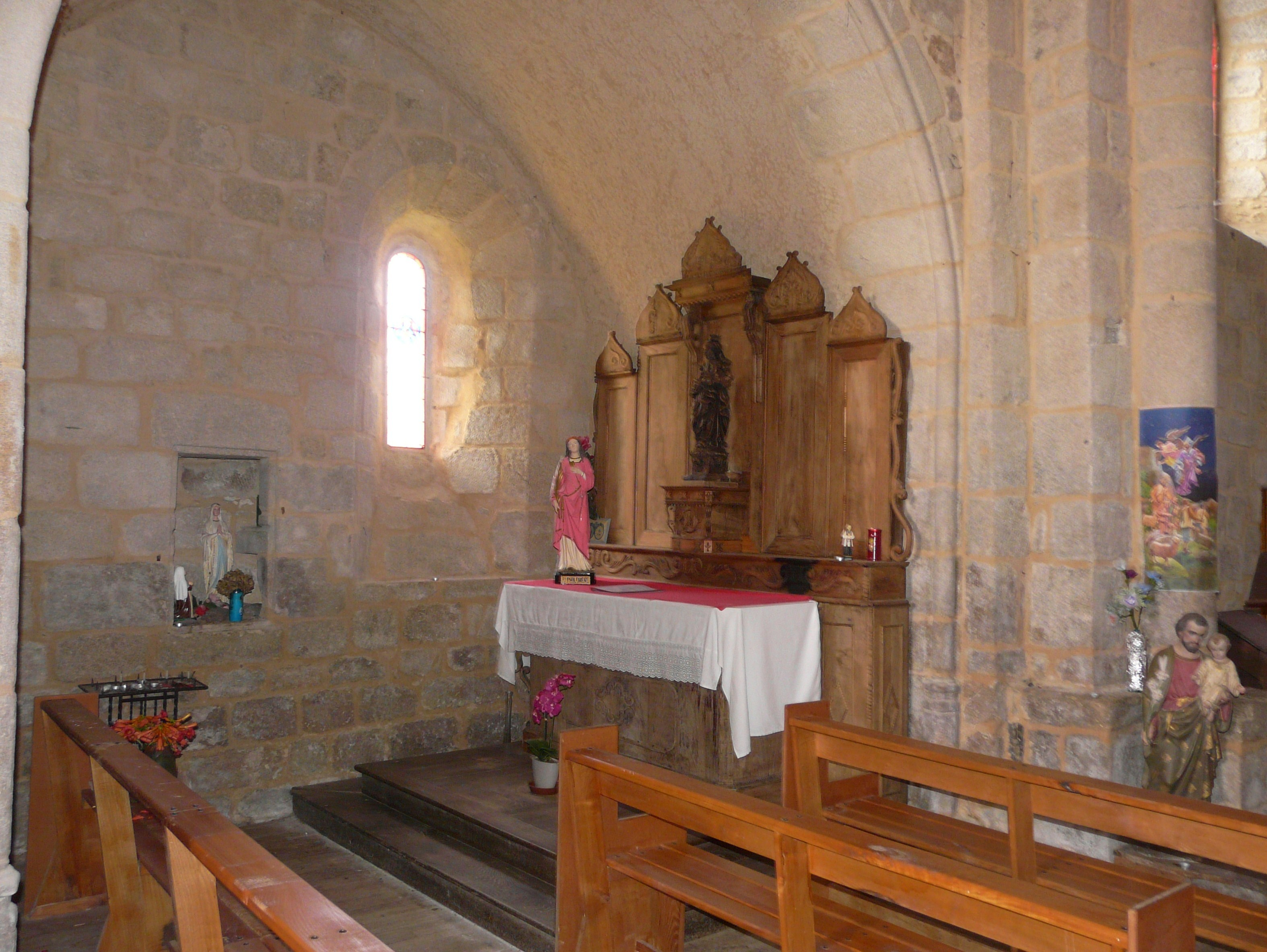
La chapelle nord.